# Julie Labonté
Julie Labonté, född 12 januari 1990, är en friidrottare från Kanada. Hon deltog vid olympiska sommarspelen 2012.